# Viciria pallens
Viciria pallens es una especie de araña saltarina del género Viciria, familia Salticidae. Fue descrita científicamente por Thorell en 1877.
Habita en Indonesia (Célebes).